# Berdeniella thermalis
Berdeniella thermalis är en tvåvingeart som beskrevs av Vaillant 1976. Berdeniella thermalis ingår i släktet Berdeniella och familjen fjärilsmyggor. Inga underarter finns listade i Catalogue of Life.